# Lavender Woman
Lavender Woman fue una publicación periódica lésbica producida en Chicago, Illinois, de 1971 a 1976. El nombre Lavender Woman proviene de la prominencia del color lavanda como representación de la homosexualidad, a partir de las décadas de 1950 y 1960. Se cree que el color se convirtió en un símbolo debido a que era producto de la mezcla de azul celeste (un color tradicionalmente masculino) y rosa (un color tradicionalmente femenino). El lavanda realmente saltó a la fama como símbolo del empoderamiento de la homosexualidad en 1969, cuando se distribuyeron fajas y brazaletes de este color durante una marcha del "poder gay" en Nueva York.
La publicación llegó a 26 números, publicados de forma irregular. Lavender Woman era un periódico colaborativo cuyo objetivo era expresar las preocupaciones de muchas miembros de la comunidad lésbica y también ser una vía de desahogo para esas preocupaciones. La lucha por la inclusión era importante para la comunidad lésbica como forma de combatir sus sentimientos de exclusión del movimiento feminista dominante. Se considera una de las "primeras publicaciones periódicas lésbicas de los Estados Unidos". El periódico recibia aportaciones del público e incluía cartas, artículos, poesía, fotografías, dibujos y anuncios.

## Historia
En noviembre de 1971, Lavender Woman comenzó como un segmento del periódico The Feminist Voice, escrito por miembros del Women's Caucus of Chicago Gay Alliance, apenas 24 años después del "Terror Lila". The Feminist Voice era una revista "publicada en interés de las mujeres". Los escritos de los años 1970 tenía dos objetivos. Ayudaban a las mujeres pertenecientes a minorías a definir el feminismo por sí mismas, pero también servía para defender su derecho al feminismo. La portada original se le atribuye a Susan Moore. El primer número de The Feminist Voice se publicó en agosto y en sólo cuatro meses Lavender Woman se convirtió en una publicación independiente. Las mujeres de la publicación sentían que The Feminist Voice, así como Chicago Lesbian Liberation, se habían vuelto demasiado grandes y desenfocadas para sus objetivos. Diferentes mujeres contribuyeron a cada número y, en la segunda página de cada uno, se enumeraban los nombres de las contribuyentes. Permitir que diferentes mujeres contribuyeran en cada número era una forma de incluir muchas voces y trabajos lésbicos diferentes en la revista. Tenían la esperanza de incluir tantas de estas contribuciones como pudieran. Lavender Woman se refería a ellas como "fragmentos de sí mismas", afirmando que el arte, los escritos, las fotografías, etc., que se compartían eran personales para quienes elegían compartir sus experiencias.
El periódico se distribuía en las calles de varios barrios de Chicago, en pequeñas librerías y en centros de mujeres de la zona. También tenía cientos de suscriptoras locales.

## La última edición

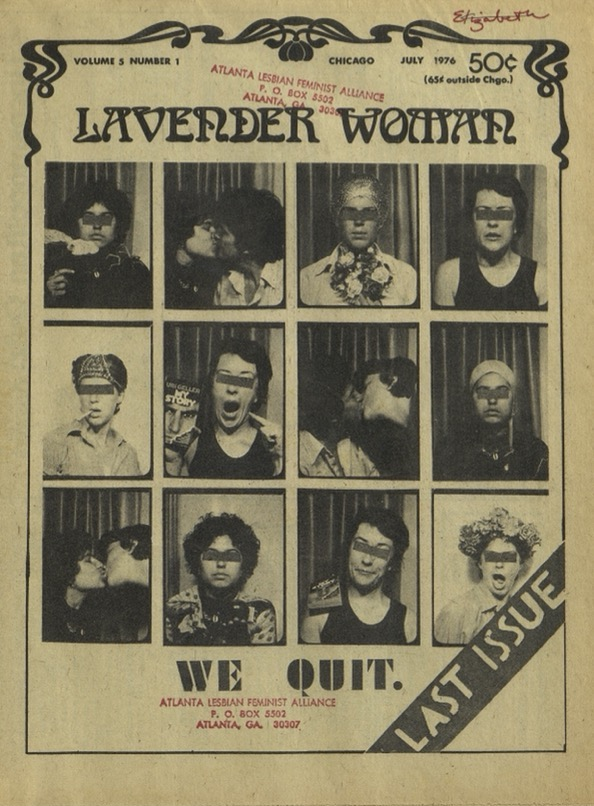
Portada de julio de 1976: última edición de Lavender Woman

La última edición de Lavender Woman se publicó en julio de 1976 y se tituló "LO DEJAMOS". Citaba cuatro razones para el fin del periódico:
- El personal de Lavender Woman se había reducido a cuatro editoras principales, dos de las cuales pronto se mudarían de Chicago y ya no podrían trabajar en el periódico. El personal acreditado en el número final fueron Cynthia Carr, Muffy Halsted, Su Friedrich, Amy Sillman y Susan Edwards.[10]
- Un sentimiento de desconexión de la comunidad.

Las mujeres de LW son más observadoras de la comunidad que participantes en ella. Antes no era así. LW fue en su día un centro de actividad para la comunidad lésbica, pero ahora es sólo un lugar para mujeres a las que les gusta hacer trabajos periodísticos.
Staff of Lavender Woman

- El periódico consumía demasiado tiempo y energía, y tardaba demasiado en terminarse.
- Había una pérdida de interés y un sentimiento de aburrimiento por los temas del artículo.

Hemos cambiado-nosotras, las del equipo de LW... Nos aburre la etiqueta [de periódico lésbico] y queremos prestar atención a otras cosas que nos interesan.
Staff of Lavender Woman

## Archivo
Uno de los archivos físicos del periódico Lavender Woman fue originalmente propiedad de la Alianza Feminista Lésbica de Atlanta. Cuando ese grupo se disolvió en 1994, se vendió a la Universidad de Duke. La Colección Joseph A. Labadie de la Universidad de Michigan tiene un archivo incompleto de Lavender Woman, de la que faltan cinco de los 26 números totales. Se puede acceder a los archivos digitales en Duke Digital Collection, y en An Open Access Collection of an Alternative Press, Independent Voices.
Entre los miembros destacados del personal se encontraba Susan Edwards, quien contribuyó a los 26 números. Otras mujeres que contribuyeron de forma habitual fueron Claudia Scott, JR Roberts, Bonnie Zimmerman, Leigh Kennedy, Shari Me, Joan E. Nixon y Muffie Noble.

## Importancia
Las respuestas a Lavender Woman transmiten la importancia de las publicaciones lésbicas en una época en la que la comunidad lésbica se sentía excluida de muchas facetas diferentes de la vida, como el feminismo, sus familias y la sociedad en general. En general, el feedback era de gratitud por la publicación del artículo y por cómo el periódico ayudaba a las lectoras a sentirse menos solas en sus vidas.
En 2017, Lavender Woman fue incluida en el Salón de la Fama LGBT de Chicago, siendo considerada "innovadora y extraordinaria".

## Controversia
Cuando el grupo Chicago Lesbian Liberation se separó de Lavender Woman, publicó su propio boletín de 1973 a 1974. Lavender Woman canceló el espacio de una página dedicado al Chicago Lesbian Liberation por una caricatura controvertida. En respuesta, Chicago Lesbian Liberation publicó dos números de The Original Lavender Woman en septiembre y octubre de 1974, afirmando que era el nuevo colectivo Lavender Woman e incluso llegando a decirles a sus distribuidores que eran Lavender Woman y reemplazando los números con los de su propia publicación. El resultado fue la primera división significativa en la comunidad editorial de publicaciones periódicas lesbianas.